# Östergötlands runinskrifter 100
Östergötlands runinskrifter 100 är en vikingatida runsten i Ringarums kyrka, Ringarums socken och Valdemarsviks kommun. Stenen är cirka 1 meter hög och intill 0,65 meter bred.
Ög 100 stod tidigare cirka 750 ostsydost om Ringarums kyrka.

## Inskriften
Translitterering av runraden:
suain nuk suainal[tr · ra]istu ... ... ... ...l faþur ...
Normalisering till runsvenska:
Svæinn ok Svæinaldr ræistu ... ... ... ..., faður ...
Översättning till nusvenska:
Sven och Sveinaldr reste ... fader.